# محمدرضا قمشه‌ای
آقا محمدرضا صهبای قمشه‌ای (زادهٔ ۱۲۳۴ق - قمشه اصفهان) معروف به حکیم صهبا، فرزند شیخ ابوالقاسم، حکیم و عارف قرن ۱۳ قمری و از حکمای اربعهٔ تهران است که بر مبنای عرفان ابن عربی و مشرب صدرایی نخست در اصفهان، فلسفه و عرفان تدریس می‌کرد. وی سپس به تهران مهاجرت کرد و در مدرسهٔ صدر به همراه استادش سیّد رضی لاریجانی فتح باب عرفانیات در تهران بود. سلسلهٔ اساتیدش به ملاعلی نوری و آقامحمد بیدآبادی و سپس تا ملاصدرا و از وی تا شیخ‌الرئیس ابن سینا می‌رسد.
وی در ۱۳۰۶ق در تهران درگذشت و در گورستان ابن بابویه دفن است.

## استادان
- آقا میرزا حسن نوری، استاد حکمت متعالیه وی
- حاج محمدجعفر لاهیجی (لنگرودی)، نزد وی حکمت آموخت و آموختن شرح فصوص ابن عربی شروع کرد.
- آقا سید رضی مازندرانی (لاریجانی)، نزد وی شرح فصوص ابن عربی به تمامه و عرفان نظری و آثار ابن عربی و صدرالدین قونوی آموخت.

## شاگردان مشهور
- جهانگیرخان قشقایی
- آخوند ملامحمد کاشی اصفهانی
- حکیم الهی محمد هاشم اشکوری

## آثار
آثار وی در شرح و تبیین عرفان ابن عربی و مشرب صدرایی است.
بعضی آثار:
- حواشی بر فص محمدی و فص نوحی و فصوص دیگر
- رساله در شرح اسفار اربعه
- دیوان اشعار با تخلص صهبا

## نمونه شعر
وی شعر به سبک عراقی می‌سروده و صهبا تخلص داشته‌است:
تک بیت:
| کاخ زرین به شهان خوش که من دیوانه |  | گوشه‌ای خواهم و ویرانه به عالم کم نیست |

مطلع غزل:
| هوای باغ، فرح‌بخش و بوی گل نیکوست  |  | و لیک خار بود به چشم طالب دوست      |
| مرا مخوان به تماشای باغ و سیر چمن |  | کدام سرو به بالای دوست بر لب جوست … |

رباعی:
| در عالم عشق کو جهان دگر است     |  | ارض دگر است و آسمان دگر است  |
| هر قافله را راه بدین بادیه نیست |  | این بادیه را راهروان دگر است |

## اندیشه‌های فلسفی و عرفانی
توحید وجودی از جملۀ مسائل عرفانی است که مورد قبول بسیاری از پیروان مکتب عرفانی ابن عربی است. برخی از عارفان در صدد برهانی کردن این مسئله برآمدند که یکی از ایشان مرحوم آقا محمدرضا قمشه‌ای میباشد. او در حواشی بر تمهید القواعد و نیز حواشی بر شرح مقدمه قیصری بر فصوص الحکم، استدلالی را بر توحید وجودی اقامه کرده است. 
برهان او مورد پذیرش عدّه‌ای از حکما و مورد مناقشۀ برخی دیگر قرار گرفته است که از جملۀ ناقدان آن مرحوم میرزا ابوالحسن جلوه  است که معاصر با آقا محمدرضا قمشه‌ای است. پس از مرحوم قمشه‌ای نیز، برخی از حکما از جملۀ سیّدکاظم عصّار، امام خمینی، سیّد جلال الدین آشتیانی، برهان قمشه ای را پذیرفته اند، و عدّه ای دیگر مانند علّامه طباطبائی و جوادی آملی این برهان را مخدوش و ناتمام میدانند. در مقاله، «وحدت شخصی وجود، برهانی بر وجود خداوند متعال (بررسی برهان آقا محمدرضا قمشه ای و مناقشات حکیم جلوه بر آن)» . ادعا شده که اشکالات میرزا ابوالحسن جلوه بر اين برهان وارد نيست، و در عین حال بیان شده است که خود برهان هم تمام نیست، زیرا در آن ميان مفهوم و مصداق وجود خلطي صورت گرفته است.